# Trioceros sternfeldi
Trioceros sternfeldi là một loài thằn lằn trong họ Chamaeleonidae. Loài này được Rand mô tả khoa học đầu tiên năm 1963.